# Love/Death/Travel Box Set
Love/Death/Travel è un box set pubblicato dai Doors nel gennaio 2006 e consiste in 3 CD + 1 DVD. Il disco 1 consiste nei singoli che vi presero parte nelle classifiche del tempo mentre il 2 e 3 sono scelti dai restanti membri dei Doors per un totale di 54 canzoni presenti in un box set. Il DVD è composto da 4 video +  3 remix per un totale di 7 video tutti codificati in 5.1 canali audio mentre all'interno del cofanetto ci sono delle foto individuali sul gruppo scattate all'epoca da Joel Brodsky nel 1967. Tiratura di 5000 copie.

## Tracce

### Disco 1
1. Break On Through (To The Other Side)
2. Light My Fire
3. Love Me Two Times
4. L.A. Woman
5. People Are Strange
6. Love Her Madly
7. Riders On The Storm
8. Hello I Love You
9. Touch Me
10. Roadhouse Blues
11. The End
12. When The Music's Over

### Disco 2
1. Peace Frog
2. Moonlight Drive
3. Soul Kitchen
4. Twentieth Century Fox
5. Waiting For The Sun
6. Five To One
7. Love Street
8. Spanish Caravan
9. Wild Child
10. The Crystal Ship
11. I Looked At You
12. My Eyes Have Seen You
13. Strange Days
14. Take It As It Comes
15. The Changeling
16. The Unknown Soldier
17. We Could Be So Good Together
18. End Of The Night
19. You're Lost Little Girl

### Disco 3
1. The Wasp (Teas Radio And The Big Beat)
2. Not To Touch The Earth
3. Indian Summer
4. You Make Me Real
5. Easy Ride
6. Shaman's Blues
7. Been Down So Long
8. Ship Of Fools
9. Unhappy Girl
10. I Can't See Your Face In My Mind
11. Maggie M'Gill
12. Queen Of The Highway
13. Cars Hiss By My Window
14. L'America
15. Wintertime Love
16. Land Ho!
17. Wishful Sinful
18. Summer's Almost Gone
19. Tell All The People
20. The Spy
21. Hyacinth House
22. Blue Sunday
23. Yes, The River Knows

### DVD
1. Break On Through (To The Other Side)
2. L.A. Woman - Paul Oakenfold Remix
3. Roadhouse Blues - Crystal Method Remix
4. Break On Through To The Other Side - 5.1 Remix - BT Vs The Doors
5. Hello I Love You - 5.1 Mix
6. The Unknown Soldier - 5.1 Mix
7. Riders On The Storm - 5.1 Mix

## Formazione
- Jim Morrison - voce
- Robert Krieger - chitarra
- Ray Manzarek - organo, pianoforte, tastiere, basso
- John Densmore - batteria